# Alberto Gunter de Schwarzburgo-Rudolstadt
Alberto Gunter de Schwarzburgo-Rudolstadt (8 de agosto de 1582, Rudolstadt-20 de enero de 1634, Érfurt) fue entre 1612 y 1634 conde de Schwarzburgo-Rudolstadt.

## Biografía
Alberto nació el 8 de agosto de 1582, hijo de Alberto VII de Schwarzburgo-Rudolstadt y de su esposa Juliana de Nassau-Dillenburg. Era hermano de Carlos Gunter de Schwarzburgo-Rudolstadt y de Luis Gunter I de Schwarzburgo-Rudolstadt. El conde fue en 1598, con su hermano Luis Gunter, a la Universidad de Jena y después a Estrasburgo. Viajó en 1602 a París. Retornó en 1604 a Rudolstadt.
En 1605 muere su padre, el conde Alberto VII. El 8 de septiembre de 1612, los tres hermanos acuerdan dividirse el condado. Carlos Gunter recibió una parte que incluía la capital Rudolstadt. Luis Gunter recibió la parte que incluía notoriamente la villa de Frankenhausen. La parte de Alberto Gunter comprendía las villas de Stadtilm y Schwarzburgo.
En 1624 en Érfurt, Luis Gunter y Alberto Gunter convienen intercambiar sus posesiones. Luis se muda a su nuevo domicilio en Stadtilm en 1625 y Alberto Gunter se muda a Frankenhausen. Carlos Gunter continúa residiendo en Rudolstadt hasta que muere sin heredero en 1630. El 24 de noviembre de 1631, Luis Gunter y Alberto Gunter llegan a un acuerdo para una nueva división, Luis Gunter recibió Rudolstadt y Alberto Gunter recibió Blankenburg.
Murió el 20 de enero de 1634 durante un viaje a Mulhouse. Su hermano Luis Gunter reinó hasta 1646.